# Полковник (гора)
Гора Полковник — холм на юго-восточной окраине города Орск на берегу реки Орь, протянувшийся на 3 километра с юго-юго-востока на северо-северо-запад. Высота холма относительно реки Орь составляет 40-60 метров.
Название горы обычно связывают с неким отставным казачьим полковником, содержавшим в конце XIX века конный завод на западном склоне горы. Известна уникальным месторождением пейзажных яшм, разрабатывающимся более 200 лет.
Территория горы Полковник и прилегающие к ней площади сложены вулканогенной толщей среднего девона, в состав которой входят лавы и туфы базальтов с прослоями и линзами сургучных, зеленовато-серых и иной окраски яшм и других кремнистых пород и сланцев. Главным компонентом орской яшмы является тонкозернистый кварц, содержание которого достигает 90 %. Характерные примеси: эпидот, хлорит, актинолит, гранат, карбонаты, пирит, магнетит, гематит, водные окислы железа и марганца, иногда — углистое органическое вещество.
Яшмы горы Полковник выделяются наибольшим разнообразием рисунка и окраски. Они характеризуются всеми известными тонами расцветок, среди которых преобладают красно — бурые различной насыщенности цвета, а также встречаются розовые, коричневые, желтые, реже зеленоватые и черные.
Изделия из орской яшмы имеются в Эрмитаже, Русском музее, в Екатеринбурге, в Орском музее и в коллекциях за рубежом. Пестроцветная южноуральская яшма использовалась для облицовки пола царской опочивальни в Кремле. В Эрмитаже, в зале Леонардо да Винчи экспонируются две вазы из орской яшмы. Яшма горы Полковник применена при отделке Храма Спаса на Крови в Санкт — Петербурге и станции метро «Маяковская» в Москве.